# هایاشی‌رایس

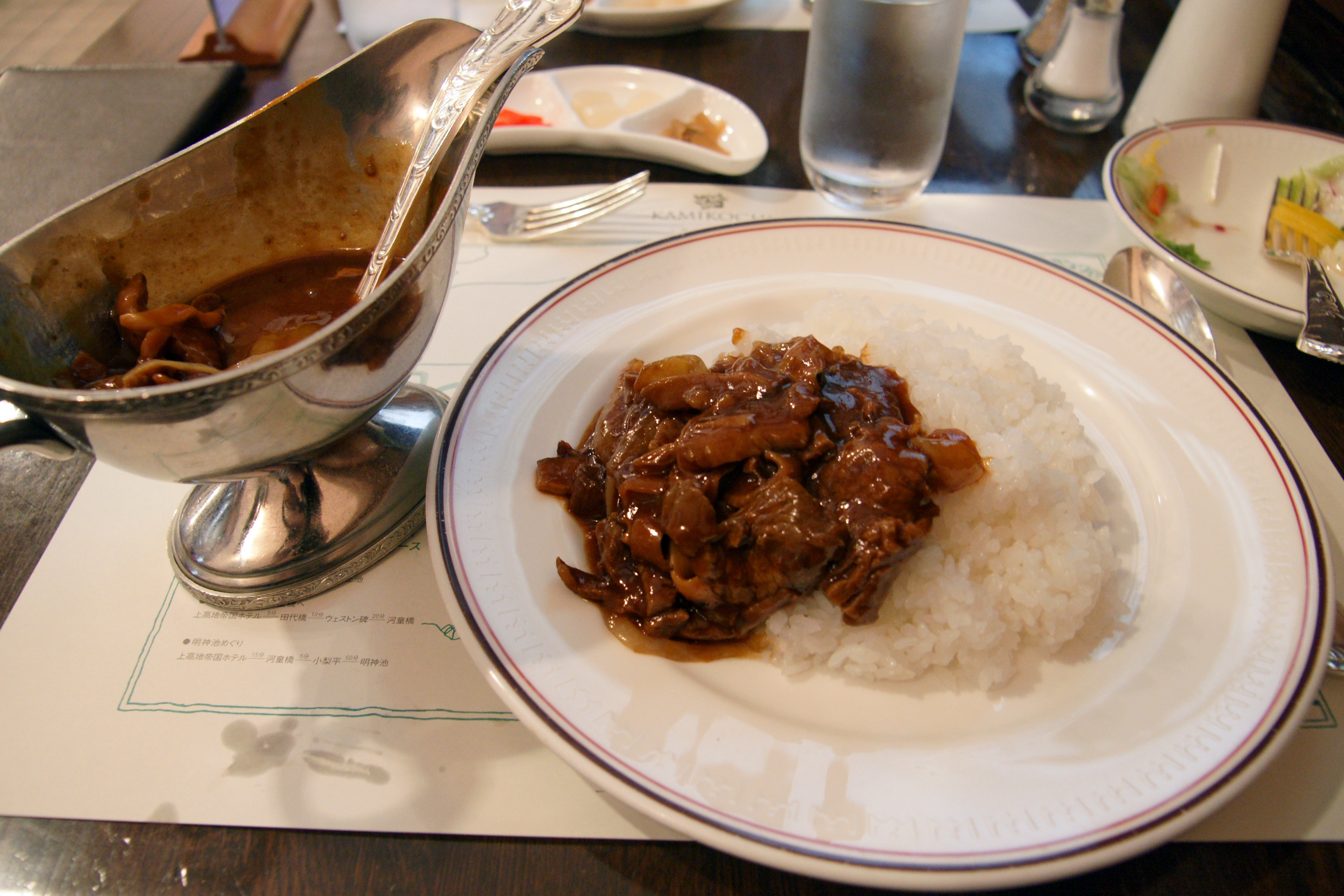
هایاشی‌رایس

هایاشی‌رایس (به ژاپنی: ハヤシライス Tempura) با سرخ کردن گوشت گاو برش داده شده و پیاز در کره و افزودن شراب قرمز و سس دمی-گلاس (به فرانسوی: demi-glace) تهیه می‌شود. این غذا بر روی برنج قرار گرفته و سرو می‌شود. در اصل به سبک غذاهای غربی است اما طرز تهیهٔ آن درژاپن به وجود آمده است.
در اوزاکا و کوبه به اختصار به آن های‌رای گفته می‌شود. در رستوران‌ها معمولاً گوشت گاو به همراه پیاز سرخ می‌شود و به آن رب گوجه‌فرنگی یا کچاپ و سس دمی-گلاس به آن افزوده و به مدت کوتاهی آب‌پز می‌کنند. می‌توان برای پخت آن از مواد مزه دهندهٔ آماده یا روکس (به انگلیسی: Roux) نیز استفاده کرد.

## مواد دیگر
هر چند استفاده از گوشت گاو معمول است ولی می‌توان از گوشت خوک نیز به‌جای آن استفاده کرد که در اینصورت به آن پوکوهایاشی نیز گفته می‌شود. همچنین از قارچ، هویج، شی‌میجی، ارینگی (نوعی قارچ) یا شی‌تاکه (نوعی قارچ) نیز استفاده می‌شود. می‌توان آن را بر روی ام‌رایس ریخت که در اینصورت به ام‌هایاشی گفته می‌شود.